# Ministério do Empreendedorismo, da Microempresa e da Empresa de Pequeno Porte
| Ministério do Empreendedorismo, da Microempresa e da Empresa de Pequeno Porte |                                                    |
| Criação                                                                       | 1 de abril de 2013 (1ª) vez 13 de setembro de 2023 |
| Atual ministro                                                                | Márcio França                                      |

O Ministério do Empreendedorismo, da Microempresa e da Empresa de Pequeno Porte  é um ministério do Poder Executivo do Brasil criado oficialmente em 13 de setembro de 2023. É uma pasta que já existiu anteriormente, foi criada inicialmente em 2013 como a Secretaria da Micro e Pequena Empresa da Presidência da República (SMPE), uma secretaria com status de ministério ligada à Presidência da República entre 2013 e 2015. Foi extinta na reforma ministerial de outubro de 2015. A partir de então, passou a integrar a Secretaria de Governo da Presidência da República, sem o status de ministério. Em 1º de janeiro de 2019, suas funções foram incorporadas ao recém criado Ministério da Economia. Em 13 de setembro de 2023, foi recriado com status de ministério.

## Ministros-chefe e secretários especiais
| Nº | Foto | Nome                                     | Cargo               | Início                 | Fim                    | Presidente                |
| -- | ---- | ---------------------------------------- | ------------------- | ---------------------- | ---------------------- | ------------------------- |
| 1  |      | Guilherme Afif Domingos                  | Ministro-chefe      | 6 de maio de 2013      | 2 de outubro de 2015   | Dilma Rousseff            |
| 2  |      | Carlos Leony Fonseca da Silva            | Secretário especial | 2 de outubro de 2015   | 17 de maio de 2016     | Dilma Rousseff            |
| 3  |      | José Ricardo de Freitas Martins da Veiga | Secretário especial | 17 de maio de 2016     | 31 de dezembro de 2018 | Michel Temer              |
| 4  |      | Márcio França                            | Ministro            | 13 de setembro de 2023 | atual                  | Luiz Inácio Lula da Silva |